# Яницкий, Клеменс
Клеменс Яницкий (пол. Klemens Janicki, 16 ноября 1516—1543) — польский латиноязычный поэт времён королевства Польского. Пастор, доктор философии.

## Биография
Происходил из крестьянской семьи. Про его молодые годы сохранилось мало сведений. В юности обнаружил талант к поэзии. Учился в школах Гнезно и Познани. Благодаря поддержке влиятельных деятелей Польши — Яна Дантишека, Анджея Кжицкого и Станислава Гозия сумел сделать карьеру. В 1536 году становится секретарём епископа Плоцкого А. Кшицкого. После смерти последнего в 1537 году получает покровительство воеводы краковского Петра Кмиты. Благодаря поддержке последнего в 1538—1540 годах учился в Падуанском университете, где получил степень доктора философии. В том же году Папа Римский Павел III наградил Яницкого поэтическим лавровым венком.
По возвращении стал пастором Голажева в Малой Польше. Вскоре перебрался в Краков, где находился до самой смерти в 1543 году.

## Творчество
В его активе многочисленные элегии, стихи с политической сатирой, эпиграммы. В элегиях Яницкого отразились образы Италии, современные политические события, воспоминания классической древности. Античный мир был для поэта источником вдохновения. Цикл коротких, в 12 строк стихов К. Яницкого с ярко выраженным плебейским самосознанием, посвященных польской истории от праотца Лех, вышедшего якобы из Далмации, и легендарной девы Ванды до Сигизмунда Старого, приобрёл широкую популярность и выдержал несколько изданий и читался еще в XVII ст.
Народный юмор звучит в сатирическом диалоге Яницкого о пестроте тогдашних польских костюмов и изменчивости обычаев. Участники беседы — вернувшийся из царства теней король Ягайло и придворный шут Станчик. В стихотворении «Жалоба Речи Посполитой» Яницкий продолжил политическую сатиру Анджея Кжицкього, но уже с позиций простолюдина, крестьянского сына.